# Рубан, Антон Анатольевич
Антон Анатольевич Рубан (род. 17 мая 1997, Омск) — российский и украинский хоккеист, нападающий.

## Биография
Воспитанник омского «Авангарда». Начинал играть в МХЛ за команду «Омские ястребы» (2014/15 — 2015/16), затем — за «Кузнецких медведей» (2016/17 — 2017/18). Стал лучшим бомбардиром и снайпером чемпионата-2017/18, был признан самым ценным игроком. В сезоне 2018/19 выступал в чемпионате Казахстана за «Алтай-Торпедо». В следующем сезона играл в ВХЛ — в октябре и декабре-январе провёл 10 матчей за «Металлург» Новокузнецк, в ноябре — четыре матча за «Ермак» Ангарск. В июле 2020 года сообщалось о переходе Рубана в «Актобе»Российский нападающий с опытом игры в ВХЛ перешел в «Актобе», но в начале сезона 2020/21 он провёл да матча в Кубке Белоруссии за «Брест», а затем перешёл в украинский «Сокол» Киев, в составе которого стал серебряным призёром этого чемпионате, а также победителем чемпионата и обладателем Кубка Украины в следующем сезоне. Сезон 2022/23 начал в команде ВХЛ «Сокол» Красноярск, но после двух проведённых матчей перешёл в румынский клуб «Стяуа Рейнджерс», в составе которого стал серебряным призёром чемпионата. В начале сезона 2023/24 сыграл три матча за «Ижсталь» в ВХЛ.
В ноябре 2021 года выступал на Еврочеллендже за сборную Украины.